# Загублений рейс
«Загублений рейс» (англ. United 93) — американський драматичний трилер режисера Пола Ґрінґрасса (був також сценаристом і продюсером), що вийшов 2006 року. У головних ролях Халід Абдалла, Крістіан Клеменсон. Стрічку створено на основі реальних подій, що відбулися 11 вересня 2001 року із літаком рейсу 93.
Продюсерами також були Тім Беван, Ерік Фельнер і Ллойд Левін. Вперше фільм продемонстрували 26 квітня 2006 року у США і Канаді.
В Україні у кінопрокаті фільм не демонструвався. Переклад та озвучення українською мовою зроблено студією «Так Треба Продакшн» на замовлення телерадіокомпанії «Україна».

## Сюжет
Літак Боїнг 757 рейсу 93 авіакомпанії United Airlines був захоплений терористами 11 вересня 2001 року. Проте на відміну від трьох інших захоплених літаків, що врізались у Всесвітній торговий центр і Пентагон, цей літак впав у поле, оскільки пасажири вирішили повернути контроль над захопленим літаком.

## У ролях
| Актор               | Персонаж                                   | Роль                                        |
| ------------------- | ------------------------------------------ | ------------------------------------------- |
| Халід Абдалла       | Зіяд Джарра (англ. Ziad Jarrah)            | лідер терористів, що захопили літак рейс 93 |
| Крістіан Клеменсон  | Том Барнетт (англ. Tom Burnett)            | один із пасажирів літака рейсу 93           |
| Шайєнн Джексон      | Джанет Маєс (англ. Mark Bingham)           | один із пасажирів літака рейсу 93           |
| Дж. Дж. Джонсон     | Джейсон Дал (англ. Jason Dahl)             | капітан захопленого літака                  |
| Сармед аль-Самарраі | Саїд аль-Гамді (англ. Saeed al-Ghamdi)     | один із чотирьох терористів                 |
| Омар Бердуні        | Ахмед аль-Хазнаві (англ. Ahmed al-Haznawi) | один із чотирьох терористів                 |

## Сприйняття

### Критика
Фільм отримав позитивні відгуки: Rotten Tomatoes дав оцінку 91 % на основі 202 відгуків від критиків (середня оцінка 8,2/10) і 82 % від глядачів із середньою оцінкою 3,6/5 (127,366 голосів). Загалом на сайті фільми має позитивний рейтинг, фільму зарахований «стиглий помідор» від кінокритиків і «попкорн» від глядачів, Internet Movie Database — 7,7/10 (70 348 голосів), Metacritic — 90/100 (39 відгуків критиків) і 7,6/10 від глядачів (310 голосів). Загалом на цьому ресурсі від критиків і від глядачів фільм отримав позитивні відгуки.

### Касові збори
Під час показу у США, що розпочався 28 квітня 2006 року, протягом першого тижня фільм показали у 1,795 кінотеатрах і він зібрав 11,478,360 $, що на той час дозволило йому зайняти 2 місце серед усіх прем'єр. Показ фільму протривав 70 днів (10 тижнів) і завершився 6 липння 2006 року. За цей час фільм зібрав у прокаті у США 31,483,450  доларів США (за іншими даними 31,567,134 $), а у решті світу 44,802,646  доларів США (за іншими даними 46,152,735 $), тобто загалом 76,286,096  доларів США (за іншими даними 77,719,869 $) при бюджеті 15 млн $ (за іншими даними 18 млн $).

### Нагороди і номінації[11]
| Рік  | Нагорода                                  | Категорія                       | Номінант                                                             | Результат |
| ---- | ----------------------------------------- | ------------------------------- | -------------------------------------------------------------------- | --------- |
| 2006 | Асоціація кінокритиків Чикаго             | Найкращий фільм                 | стрічка                                                              | Номінація |
| 2006 | Асоціація кінокритиків Чикаго             | Найкращий режисер               | Пол Ґрінґрасс                                                        | Номінація |
| 2006 | Асоціація кінокритиків Чикаго             | Найкращий оригінальний сценарій | Пол Ґрінґрасс                                                        | Номінація |
| 2006 | Товариство кінокритиків Фінікса           | Найкращий фільм                 | стрічка                                                              | Перемога  |
| 2006 | Товариство кінокритиків Сан-Дієго         | Найкращий монтаж                | Клер Дуґлас, Річард Пірсон, Крістофер Роуз                           | Перемога  |
| 2006 | Товариство кінокритиків Сан-Франциско     | Найкращий режисер               | Пол Ґрінґрасс                                                        | Перемога  |
| 2007 | 79-та церемонія вручення нагороди «Оскар» | Найкраща режисерська робота     | Пол Ґрінґрасс                                                        | Номінація |
| 2007 | 79-та церемонія вручення нагороди «Оскар» | Найкращий монтаж                | Клер Дуґлас, Річард Пірсон, Крістофер Роуз                           | Номінація |
| 2007 | Премія БАФТА у кіно                       | Найкращий монтаж                | Клер Дуґлас, Річард Пірсон, Крістофер Роуз                           | Перемога  |
| 2007 | Премія БАФТА у кіно                       | Найкраща режисура               | Пол Ґрінґрасс                                                        | Перемога  |
| 2007 | Премія БАФТА у кіно                       | Найкращий британський фільм     | Тім Беван, Пол Ґрінґрасс, Ллойд Левін                                | Номінація |
| 2007 | Премія БАФТА у кіно                       | Найкращий оригінальний сценарій | Пол Ґрінґрасс                                                        | Номінація |
| 2007 | Премія БАФТА у кіно                       | Найкраща операторська робота    | Баррі Акройд                                                         | Номінація |
| 2007 | Премія БАФТА у кіно                       | Найкращий звук                  | Кріс Манро, Майк Прествуд Сміт, Даґ Купер, Олівер Тарні, Едді Джозеф | Номінація |
| 2007 | Національне товариство кінокритиків США   | Найкращий режисер               | Пол Ґрінґрасс                                                        | Перемога  |

### Виноски
1. 1 2 3  United 93: Release Info (англ.). Internet Movie Database. Процитовано 2 січня 2014.
2. 1 2  United 93 (англ.). Internet Movie Database. Архів оригіналу за 5 лютого 2007. Процитовано 2 січня 2014.
3. 1 2 3 4 5 6  United 93 (англ.). The Numbers. Архів оригіналу за 2 січня 2014. Процитовано 2 січня 2014.
4. 1 2 3  United 93 (англ.). Box Office Mojo. Архів оригіналу за 3 січня 2014. Процитовано 2 січня 2014.
5. ↑  United 93 (англ.). AllMovie. Архів оригіналу за 3 січня 2014. Процитовано 2 січня 2014.
6. ↑  Heather Timmons (1 січня 2006). Four Years On, a Cabin's-Eye View of 9/11 (англ.). The New York Times. Процитовано 2 січня 2014.
7. ↑  United 93: Full Cast & Crew (англ.). Internet Movie Database. Архів оригіналу за 17 лютого 2021. Процитовано 2 січня 2014.
8. ↑  Потерянный рейс. Премьеры (рос.). КиноПоиск. Архів оригіналу за 2 січня 2014. Процитовано 2 січня 2014.
9. ↑  United 93 (англ.). Rotten Tomatoes. Архів оригіналу за 13 грудня 2017. Процитовано 2 січня 2014.
10. ↑  United 93 (англ.). Metacritic. Архів оригіналу за 9 квітня 2014. Процитовано 2 січня 2014.
11. ↑  United 93: Awards (англ.). Internet Movie Database. Архів оригіналу за 12 березня 2016. Процитовано 2 січня 2014.